# 스멘 파당 FC
스멘 파당 FC(인도네시아어: Semen Padang Football Club)는 파당을 연고로 하는 인도네시아의 축구단으로 현재 리가 1에 참가하고 있다.

## 선수 명단

### 현역
참고: FIFA 자격 규정에 따라 소속된 국가대표팀 국기를 표시합니다. 선수는 복수의 FIFA 비회원국 국적을 가지고 있을 수 있습니다.
| 번호 | 포지션 | 국적       | 이름            |
| ---- | ------ | ---------- | --------------- |
| 31   | MF     | 인도네시아 | 로사드 세티아완 |

| 번호 | 포지션 | 국적 | 이름 |
| ---- | ------ | ---- | ---- |

## 역대 감독
| 감독                | 임기        |
| ------------------- | ----------- |
| 에두아르도 알메이다 | 2019 ~ 2020 |
| 에두아르도 알메이다 | 2024 ~      |